# مايكل سبينكس
مايكل سبينكس (بالإنجليزية: Michael Spinks)‏ مواليد 13 يوليو 1956 في سانت لويس، الولايات المتحدة، هو ملاكم أمريكي يصنف ضمن فئة الوزن الثقيل. حقق بطولة رابطة الملاكمة العالمية وبطولة المجلس العالمي للملاكمة وبطولة الاتحاد الدولي للملاكمة. شارك في دورة الألعاب الأولمبية الصيفية.
السنوات المبكرة
تحولت سبينكس ثم المحترفين بعد فوزه على ايدي بنسون الذي خرج في جولة واحدة على 17 أبريل 1977 في لاس فيغاس. بدأت سبينكس مع ذلك، و31 معركة متتالية من شأنه أن يمدد تقريبا إلى نهاية حياته المهنية. بعد أربعة انتصارات أكثر من ذلك، أنهى سبينكس '77 مع المعركة الأولى التي بدأت في الصعود التدريجي في نوعية المعارضة: قرار ثمانية على مدار أكثر من غاري Summerhays، الملاكم الشاب شعبية في ذلك الوقت.
في عام 1978، فاز سبينكس اثنين من المعارك، بما في ذلك قرار ثمانية جولة على العالم سابقا متوسط الوزن عنوان منافسه توم بيثيا، في نفس undercard حيث شقيقه ليون خلع علي النحو بطل العالم للوزن الثقيل في لاس فيغاس.
1979 شهد سبينكس الحصول على أقل من ثلاث دقائق من العمل الملاكمة داخل الحلبة، مع نظيره الوحيدة المعركة تنتهي في أول خروج المغلوب جولة من مارك هانز، ولكن في عام 1980، تولى سبينكس صعوده نحو الأعلى إلى مستوى آخر، عندما تغلب على سوبر اتحاد الملاكمة العالمي في المستقبل بطل -middleweight موراي ساذرلاند، ديفيد كونتيه، والمتنافسين هامش رامون Ronquillo وألفارو لوبيز ياكي (الذي تحدى للقب بطولة العالم أربع مرات). له خمسة انتصارات في تلك السنة، ثلاثة جاء بالضربة القاضية، ساذرلاند وجوني يلبورن هي الوحيدة التي استمرت المسافة.
أول لقب عالمي
وبحلول عام 1981، كان سبينكس بالفعل أعلى مرتبة المنافس، وبعد فوزه على ضوء الوزن الثقيل بطل العالم السابق والمستقبلي مارفن جونسون بالضربة القاضية في أربع جولات، أدلى رابطة الملاكمة العالمية سبينكس على منافسه رقم واحد، وذلك في 18 تموز من ذلك العام، التقى رابطة الملاكمة العالمية ضوء الوزن الثقيل بطل ايدي مصطفى محمد، مرة أخرى في لاس فيغاس. انخفضت سبينكس مصطفى محمد في الجولة 12 وذهب ليصبح رابطة الملاكمة العالمية بطل ضوء الوزن الثقيل مع قرار 15 جولة الفوز. ودافع عن اللقب مرة واحدة في '81، والضرب فونزيل جونسون بالضربة القاضية في سبع.
1982 بدأ مع انتصار بالضربة القاضية على مصطفى Wassaja. قد سبينكس تصبح نجما، على الأقل في العالم الملاكمة. بدأ الظهور على أغلفة المجلات الملاكمة ومشجعي الملاكمة التي يطالب معركة التوحيد مع بطل مجلس الملاكمة العالمي دوايت محمد عبد القوي. ضربت مأساة حياته، ولكن عندما وزوجته البالغة من العمر 24 عاما، ساندي ماسي، توفي في يناير كانون الثاني عام 1983 في حادث سيارة، وترك سبينكس الوالد واحد من ابنته البالغة من العمر عامين، ميشيل.
سبينكس مقابل عبد القوي
المقال الرئيسي: مايكل سبينكس مقابل دوايت محمد عبد القوي
وفي الوقت نفسه، كان قد طلب من المعركة جميع المشجعين يريدون لمن قبل النقاد الملاكمة والمحررين مجلة، أيضا. في 18 مارس، بعد شهرين من وفاة زوجته، التقى سبينكس وعبد القوي في حلبة الملاكمة للبطولة وزن خفيف الثقيل بلا منازع. [8] تم بث المعركة التي كتبها HBO بطولة العالم للملاكمة، وفقا لكتاب الطوق: للملاكمة للقرن 20th، كان سبينكس لحظة صعبة جدا للتغلب حتى قبل أن تبدأ: سأل ابنته له، بينما كان في غرفته خلع الملابس، إذا الدتها سيأتي لمشاهدة المعركة. بعد اقتحام الدموع وهو يتألف نفسه ويسيطر على المعركة مع نظيره ضربة بالكوع والكثير من السنانير الاستراتيجية والصلبان. وتوقف مرارا عبد القوي في تحركاته خلال الجولات ال 11 الأولى (جولات 7 و 10 يكون أفضل له)، ولكن انتظر بحذر لعبد القوي للخروج من الدفاع جاثم له لاستئناف هجومه. أفضل لحظات عبد القوي لانهم يكثفون بطريق الخطأ على الأقدام سبينكس "في الجولة ثمانية (ويبدو أن هذا كان رسميا وسجل ضربة قاضية من قبل القضاة) وعدد قليل من" قليلا جدا ومتأخرا جدا "القنابل في الجولة 14. وعشرات الرسمية 144-140، 144- 141 و144-141 ينعكس بالتأكيد الثالثة، وسجل سوء. 8 "ضربة قاضية" كما سبينكس واقعيا استسلم فقط 2 جولات الممكنة (1 و 14). ودافع عن اللقب قبل أحد مزيد من الوقت في نهاية العام، ضد أوسكار Rivadeneira في ألاسكا، الذي فاز بالضربة القاضية عشرة جولة.
قاتل سبينكس مرة واحدة فقط في عام 1984، والإبقاء على لقبه مع قرار الأغلبية اثني عشر جولة على ايدي ديفيس. كان هو وعبد القوي سوى بضعة اسابيع من القتال مباراة العودة في سبتمبر من ذلك العام، ولكن تلك المعركة حصلت ألغى عندما أصيب عبد القوي خلال التدريب. كما تم الاعتراف سبينكس وبطل اتحاد الملاكمة العالمي للوزن الثقيل الضوء في عام 1984.
هولمز مقابل سبينكس
في عام 1985، وفاز سبينكس ديفيد سيرز وجيم ماكدونالد، سواء عن طريق خروج المغلوب، في الدفاعات اللقب، قبل تحدي لاري هولمز للاتحاد الملاكمة العالمي ومباشر بطولة الوزن الثقيل. [9] وكان هولمز محاولة لادراك التعادل، سجل روكي مارسيانو من 49-0 كبطل للوزن الثقيل، ولكنه كان سبينكس الذين صنعوا التاريخ في تلك الليلة، والفوز قرارا بالإجماع خمسة عشر جولة مثيرة للجدل والضيق ويصبح أول عالم وزن خفيف الثقيل بطل منذ تومي بيرنز في 1908 للفوز بلقب العالم للوزن الثقيل. كان اسمه فوزه المثير للجدل على لاري هولمز مجلة حلقة مستاء من السنة. مع هذا، كان مايكل وليون أصبح أيضا أول زوج من الأشقاء من أي وقت مضى ليكون بطل العالم للوزن الثقيل، وبعد عقدين من الزمن من قبل فلاديمير وفيتالي كليتشكو.
في عام 1986، وخاض سبينكس وهولمز مباراة العودة، وكان ما يقرب من نفس النتيجة، وهذه المرة سبينكس الفوز بقرار تقسيم 15 جولة. بعد ذلك، احتفظ ببطولة العالم للوزن الثقيل مرة أخرى، بالضربة القاضية في أربعة ضد ستيفن Tangstad. في عام 1987 تم تجريده من التاج من قبل اتحاد الملاكمة العالمي لرفضهم القتال منافسه على إلزامية، طوني تاكر، وقبول عرض أكبر لمحاربة جيري كوني بدلا من ذلك. طرقت سبينكس من كوني في خمس جولات، وبعد مايك تايسون قد موحد الأحزمة في الوزن الثقيل، بدأ المشجعين يطالبون معركة بينهما كما لا يزال كثير من المعترف سبينكس كبطل ينيل الشرعي.
سبينكس مباراة تايسون
المقال الرئيسي: مايك تايسون ضد مايكل سبينكس
اتخذت المعركة بين سبينكس ومايك تايسون مكان في يونيو 1988، مع تايسون يطرق سبينكس أسفل مرتين في طريقه إلى دور الستة عشر في الدور الأول. وكان تايسون المقاتل الوحيد لسبينكس الأرض. وسيكون أول هزيمة سبينكس في حلقة المهنية، فضلا عن آخر، كما انه تقاعد بعد الحرب.
كان سبينكس سجل 31 انتصارات و 1 خسارة، مع 21 فوزا بالضربة القاضية قدر كبير من الكفاءة.
بالإضافة إلى نجاحه ككاتب الوزن الثقيل، سبينكس يعتبر عموما واحدا من أعظم أبطال ورجال وزن خفيف الثقيل في كل العصور. وكان بطل الوحيد للضوء الوزن الثقيل أن تظل غير مهزوم في التاريخ كله من الانقسام منذ إنشائها في عام 1903 (حتى جو Calzaghe)، وكذلك فقط حامل لقب وزن خفيف الثقيل

## إحصائيات
خاض خلال مسيرته 32 نزالا، فاز في 31 وتعادل في 0 وخسر في 1. فاز بالضربة القاضية في 21 نزالا.

## الميداليات
| الميدالية | المسابقة                       |
| --------- | ------------------------------ |
| ذهبية     | الألعاب الأولمبية الصيفية 1976 |

## روابط خارجية
- مايكل سبينكس على موقع بوكس ريك (الإنجليزية) (registration required)
- مايكل سبينكس على موقع أوليمبيديا (الإنجليزية)